# Catocala dejecta
Catocala dejecta là một loài bướm đêm thuộc họ Erebidae. Nó được tìm thấy ở Massachusetts và Connecticut phía nam qua New Jersey tới Florida, phía tây đến Texas và Oklahoma và phía bắc đến miền nam Ontario.
Sải cánh dài 56–73 mm. Con trưởng thành bay từ tháng 6 đến tháng 10 tùy theo địa điểm.
Ấu trùng ăn các loài Carya glabra, Carya ovata và Quercus.